# Эдельманн, Самули
Самули Эдельманн (фин. Samuli Edelmann; род. 21 июля 1968, Пори, Финляндия) — финский актёр и музыкант.

## Карьера
Дебютировал в 1989 году в фильме «Зимняя война». Первую известность в родной Финляндии приобрёл десять лет спустя, исполнив главную роль в культовом криминальном фильме «Братки».
В 2010 году стало известно, что Самули Эдельманн сыграет роль антагониста, противостоящего герою Тома Круза, в голливудском блокбастере «Миссия невыполнима: Протокол Фантом», где его партнёрами по съёмкам стали также такие звёзды, как Владимир Машков, Леа Сейду и Саймон Пегг. В 2015 он появился в историческом фильме Мики Каурисмяки «Девушка-король», в котором ему досталась роль шведского короля Густава II.
В 2020 году Эдельманн играл одну из главных ролей в фильме «Последние», который выдвигался на премию «Оскар» от Эстонии в категории «лучший фильм на иностранном языке».
В 2023 году актёр исполнил главную роль в криминальном сериале «Северная мафия».

## Фильмография
| Год  |   | Русское название                    | Оригинальное название                | Роль                                         |
| ---- | - | ----------------------------------- | ------------------------------------ | -------------------------------------------- |
| 1989 | ф | Зимняя война                        | Talvisota                            | рядовой Маури Хаапасало                      |
| 1993 | ф | Камни Романовых                     | Romanovin kivet                      | Патрик, охотник за драгоценностями           |
| 1999 | ф | Братки                              | Häjyt                                | Юсси Мурикка, грабитель, бывший заключённый  |
| 2001 | ф | Ролли и лесной дух                  | Rölli ja metsänhenki                 | староста деревни эльфов                      |
| 2005 | ф | Вечная мерзлота                     | Paha maa                             | «Яртса» Матикайнен, продавец машин           |
| 2006 | ф | Груз                                | Cargo                                | Ромбус, помощник капитана корабля            |
| 2009 | ф | Адский Хельсинки                    | Rööperi                              | Том Сьоберг по прозвищу «Томпа», преступник  |
| 2010 | ф | Принцесса                           | Prinsessa                            | доктор Юхан Гротенфельт, врач-психиатр       |
| 2011 | ф | Миссия невыполнима: Протокол Фантом | Mission: Impossible — Ghost Protocol | Мариус Уистром                               |
| 2012 | ф | Дорога на север                     | Tie Pohjoiseen                       | Тимо Порола                                  |
| 2015 | ф | Девушка-король                      | The Girl King                        | король Швеции Густав II Адольф               |
| 2016 | ф | Сувениры из Москвы                  | Tappajan näköinen mies               | Виктор Кярппа / Виктор Николаевич Горностаев |
| 2018 | ф | Скрипачка                           | Viulisti                             | Яакко, муж главной героини                   |
| 2020 | ф | Последние                           | Viimeiset                            | Тату                                         |
| 2023 | с | Северная мафия                      | Poromafia                            | Самели Нелиханка                             |